# 막사 전투
막사 전투(크로아티아어: Bitka za vojarne 비트카 자 보야르네)는 크로아티아 독립 전쟁 기간인 1991년 중후반 크로아티아 국가방위군(ZNG, 이후 크로아티아 육군이 됨)과 크로아티아 경찰, 유고슬라비아 인민군(JNA) 사이에서 벌어진 일련의 교전이다. 전투는 크로아티아 전역의 수많은 유고 인민군 막사를 중심으로 진행되었으며 크로아티아군이 유고 인민군 막사, 무기고, 기타 시설을 봉쇄하면서 시작되었다. 9월 14일 대대적으로 시작된 전투 목표는 크로아티아가 자국군이 점령한 영토 내 유고 인민군 진지를 무력화하고 장비가 열약한 크로아티아군을 위한 무기와 탄약 보급을 확보하는 것이다.
막사 전투는 1990년 8월 공개적인 반란을 일으킨 세르브계 크로아티아인와 크로아티아 정부, 또한 유고 연방을 지키려는 유고 인민군 간의 갈등이 격화되면서 발생했다. 동시에 크로아티아는 유고슬라비아로부터 독립하기 위한 움직임을 보였다. 막사 전투 이후 9월 초 봉쇄된 막사 구호를 작전 계획에 추가해 급하게 유고 인민군의 공세 작전이 시작되었다. 하지만 유고 인민군의 진격은 크로아티아 국가방위군에게 대부분 막혔으며 극소수의 유고 인민군 막사만 구출에 성공했다.
크로아티아 국가방위군과 경찰은 소규모의 고립된 유고 인민군 초소와 다수의 무기고 및 막사를 점령했으며 특히 유고 인민군 제32(바라주딘 주둔) 군단 전체의 막사가 함락되었다. 이 공격을 통해 크로아티아군은 전차 250대, 포 수백문, 대량의 소화기와 탄약 등 상당한 무기를 확보하는 데 성공했고 이는 크로아티아 독립 전쟁 초기 유고 인민군의 진격을 막아내는 데 결정적인 역할을 했다. 일부 유고 인민군 시설은 전투 없이 항복했으나 그 외에 점령에 맞서 무력 저항을 펼친 시설도 있었다. 일부 지역에서는 병영이 시가지에 있어 민간인 사상자도 발생했다. 크로아티아에서는 포로로 잡은 유고 인민군 대원에 대한 학대나 살해 혐의, 혹은 민간인에 대한 전쟁 범죄 혐의가 제기되었으나 확실하게 밝혀지지 않았고 대부분의 피고인은 미결로 끝났다.
1991년 11월 유고 인민군과 크로아티아는 봉쇄를 종료하고 크로아티아에서 유고 인민군을 철수하기로 합의했다. 1992년 1월 4일까지 두브로브니크 인근과 비스섬, 라스토보섬을 제외한 전 지역에서 철수가 완료되었다. 1992년 여름까진 유고 인민군이 나머지 지역에 주둔했다. 유고 인민군이 크로아티아에서 통치한 지역에서 철수하면서 밴스 계획 평화안에 따라 유엔 보호군을 주둔하기로 합의했다.

## 배경
1990년 크로아티아 사회주의 공화국에서 열린 민주 총선에서 크로아티아 민주연합(HDZ)이 대승을 거두자 크로아티아 내 크로아트인과 세르브인 사이 민족 갈등이 심화되기 시작했다. 유고슬라비아 인민군은 저항을 최소화하기 위해 크로아티아 내 영토방위군(TO)의 무기를 전부 압수했다. 8월 17일에는 민족 분쟁이 세르브계 크로아티아인의 대대적인 반란으로 번져 주로 세르브계가 다수 거주하는 달마티아고원 내륙 크닌(스플리트에서 동북쪽으로 60 km 떨어짐) 주변 지역, 리카, 코르둔, 바노비나, 크로아티아 동부 일부 지역에 반란이 일어났다. 1991년 1월 몬테네그로와 세르비아 내 자치주인 보이보디나, 코소보의 지원을 받은 세르비아는 크로아티아 보안군을 무장 해제시키기 위한 유고 인민군의 작전을 유고슬라비아의 대통령직단에게 승인을 받으려 시도했으나 실패했다. 이 요청은 거부되었고 3월에는 세르브계 반군과 크로아티아 특수경찰인 루치코 대테러부대 사이 유혈 충돌이 발생하자 유고 인민군은 연방 대통령직에게 전시 권한을 부여하고 비상사태를 선포하라고 요청했다. 이 요청은 세르비아와 동맹의 지지를 받았으나 3월 15일 유고 인민군의 요청도 거부되었다. 세르비아의 대통령 슬로보단 밀로셰비치는 크로아티아와 함께 유고슬라비아 연방을 유지하는 것보다 세르비아를 확대하는 방향을 더 선호하면서 유고 인민군을 세르비아군으로 바꿔버리겠다고 공개적으로 위협하고 연방 대통령직의 권위를 더 이상 인정하지 않겠다고 선언했다. 이 위협으로 유고 인민군은 유고슬라비아 연방을 존속시키는 계획을 포기하고 세르비아를 확대하는 밀로셰비치 통제 하로 들어갔다. 3월 말에는 분쟁이 격화되며 첫 충돌 사망자가 발생했다. 4월 초 크로아티아 내 세르브인 반군 지도자들은 자신이 통제하는 지역을 세르비아와 합병하겠다고 발표했다. 크로아티아 정부는 이들을 분리독립 반란군으로 규정했다.
1991년 초 크로아티아에는 군대가 없었다. 크로아티아는 국방력 강화를 위해 경찰 수를 2만명으로 증원했다. 크로아티아 경찰에서 가장 강력한 힘을 지닌 부대는 사실상 군사 부분을 따라 조직된 12개 대대 3천명 인원의 크로아티아 특수경찰이었다. 또한 16개 대대, 10개 중대로 된 9천~1만명 규모의 각 지역별 예비경찰부대도 있었으나 무기가 부족했다. 상황이 악화되자 크로아티아 정부는 5월에 특수경찰 부대를 4개의 전문근위여단으로 확대하여 크로아티아 국가방위군(ZNG)을 창설했다. 국가방위군은 크로아티아 국방부의 통제 하에 퇴역했던 유고 인민군 장군 마르틴 슈페겔이 지휘했으며 4개 여단 약 8천명 병력으로 구성되었다. 예비경찰도 4만명으로 확대되어 ZNG 소속으로 편입되어 19개 여단과 14개 독립대대로 조직되었다. 근위여단은 ZNG 중 소화기를 완벽하게 갖춘 유일한 부대였으나 국가방위군 전체에 중화기는 부족했고 여단급 이상 지휘통제구조는 열약했다. 중화기 부족이 너무 심각해서 국가방위군은 박물관이나 영화 스튜디오에서 가져온 제2차 세계 대전 시기 무기도 사용했다. 당시 크로아티아의 무기 비축량은 해외에서 구입한 소화기 약 3만정과 경찰이 기존에 보유하고 있던 소화기 15,000정이 있었다. 근위여단에서 손실한 병력을 대체하기 위해 약 1만명 규모의 강력한 신규 경찰 병력도 충원되었다.

## 전조
1991년 1월부터 9월까지 크로아티아가 바라본 세르브계의 반란에 대한 유고 인민군의 역할 시각은 점차 달라졌다. 크로아티아의 대통령 프라뇨 투지만은 최초에 미국과 유럽 경제 공동체로부터 지원을 얻어내는 걸 목표로 했고 크로아티아 내 유고 인민군 막사와 무기고를 점령하라는 조언을 무시했다. 슈페겔은 1990년 말에 처음으로 유고 인민군 막사와 무기고 점령을 주장했고, 1991년 초중반에 투지만에게 이 계획을 다시 촉구했으며 1991년 6~7월 사이 열흘 전쟁이 진행되어 유고 인민군이 슬로베니아의 국토방위군과 교전할 때 이를 시행하자고 주장했다. 7월에는 슈페겔 후임으로 국방장관에 취임한 시메 조단도 슈페겔의 요청에 적극 호응했다. 슈페겔은 이후에도 국가방위군을 계속 지휘했다.
투지만은 크로아티아가 유고 인민군과의 전쟁에서 승리할 수 없다는 생각에 되도록 먼저 공격하지 말자는 생각을 가졌다. 유고 인민군의 행동은 세르브계 군사와 조율이 되어 있는 것처럼 보였으나 국가방위군은 방어에만 국한해 행동했다. 세르브계 민병대와 국가방위군 간의 무력 충돌 이후 유고 인민군이 완충지대를 설정할 때, 세르브계 군사가 국가방위군의 영토를 점령한 후에야 유고 인민군이 개입하며 완충지대 설정 후에는 세르브계 군사가 유고 인민군이 오기 전에 사실상 점령 지역을 통제하는 일이 반복되자 이런 인상이 강해졌다. 유고 인민군은 세르브계 민병대에게 무기를 제공했으며, 또한 민병대의 무기 대부분은 세르비아 국토방위군과 내무군의 무기고에서 유입되었다.
1991년 7월에는 스페겔과 조단의 요구가 의회 토의에 회부되었는데 당시 많은 크로아티아 국회의원이 이 안을 지지했다. 이 때문에 투지만 대통령은 조단을 국방부 장관으로 임명한 같은 달에 국방장관에서 해임시켰고 슈페겔도 8월 3일 군사 지휘관 직에 사임했다. 하지만 유고 인민군이 버러녀에서 크로아티아 국가방위군을 축출하고 오시예크, 부코바르, 빈코브치 주변에서 간헐적인 전투가 일어나는 등 크로아티아 동부의 상황이 악화되어 손실이 늘어나고 유고 인민군이 세르브계 군사를 적극적으로 지원했다는 확신이 커지면서 투지만은 행동에 나섰다. 8월 22일 투지만은 유고슬라비아 연방군에게 이달 말까지 모든 군사를 병영으로 철수시키라는 최후통첩을 보냈다. 유고 인민군이 최후통첩에 응하지 않을 경우 크로아티아가 이를 점령군으로 간주하고 상응하는 조치를 취하겠다고 명시했다. 9월 1일에는 유럽 공동체가 휴전을 제안했고 투지만은 최후통첩에도 불구하고 유고슬라비아 대통령직과의 평화 회담을 수락했다. 9월 7일 회담이 시작되었으나 불과 나흘 후 유고슬라비아 대통령직의 크로아티아측 대표이자 대통령직 의장인 스체판 메시치는 유고 인민군에게 48시간 내에 병영으로 모두 복귀하라고 명령했다. 이 조치는 국가방위군이 땅을 뺏기면 더 이상 회담에 나서지 않을 것 같은 투지만의 인상을 보고 내린 결정이었다. 이 명령은 대통령직 다른 위원이 이의를 제기했으나 크로아티아는 반대로 유고 인민군에게 공개적으로 맞설 명분이 생겼다.

## 전개
크로아티아의 총리 프라뇨 그레구리치는 투지만에게 슈페겔의 계획을 실행하자고 제안했다. 안톤 투스 장군에 따르면 투지만이 9월 12일 국가방위군에게 유고 인민군 막사를 점령하라고 명령했지만 다음 날 이 명령을 취소했다. 이 명령은 9월 14일 투스가 국가방위군에게 시간이 부족하다며 투지만에게 명령을 재승인해 달라고 요청하고 나서 다시 명령이 내려졌다. 같은 날 크로아티아 국가방위군과 경찰은 접근 가능한 모든 유고 인민군 시설을 봉쇄하고 전기, 수도 등을 차단하며 막사 전투가 시작되었다. 이와 동시에 크로아티아 내에 있는 33곳의 대규모 유고 인민군 주둔지가 봉쇄되었고 국경초소와 무기 및 탄약고같은 수많은 소규모 시설도 봉쇄되었다. 봉쇄 때문에 유고 인민군은 새로운 방면으로 해결을 모색해 크로아티아 내 새 작전을 수정했다. 봉쇄 작전이 공식적으로 승인되기 전에도 주로 현지 상황에 대응해 각지의 국가방위군이 여러 유고 인민군 시설을 공격했다. 최초의 사건은 8월 25일 발생한 사건으로 키예보 인근의 크로아티아 국가방위군이 밀리면서 8월 25일 신에 있는 유고 인민군 막사를 공격했으나 공격에 실패했다. 9월 3일에는 국가방위군이 시사크의 유고 인민군 막사를 점령했고 9월 13일에는 고스피치 지역에서 시가지를 놓고 전투가 펼쳐지던 도중 고스피치의 무기고를 장악했다. 5월에는 주로 자코비치 공장에 있던 M-84AB 전차 21대가 노획되었다. 이 전차는 원래 쿠웨이트로 수송될 예정이었으나 선적이 예정된 전차 일부가 크로아티아에 잠시 보관되어 있었다. 또한 8월 21일에는 슬라본스키브로드에서는 슬로베니아에서 세르비아를 향해 유고 인민군의 무기를 운송하던 열차가 크로아티아군에게 노획되었다. 국가방위군은 이 열차에서 대공 무기, 대전차 무기와 포를 처음으로 입수하고 소량의 박격포도 얻었다. 유고 인민군 막사를 포위하는 국가방위군 병력은 주로 지역 주민에게서 끌어왔으며 다른 도시에서 온 주둔군은 상대적으로 적었다.

### 9월
크로아티아군이 유고 인민군 시설을 봉쇄하라는 명령을 받은 날인 9월 14일, 국가방위군과 경찰은 플로체에 있는 유고 인민군 막사 중 하나, 고스피치에 있는 여러 막사 중 하나, 페루시치 인근의 막사 하나를 점령했다. 고스피치 북쪽 오토차츠에 있는 유고 주둔군도 국가방위군이 유고 인민군 막사를 공격하면서 같이 공격을 받았다. 자그레브 인근의 "소프니차" 유고 인민군 무기고와 피토마차의 헝가리와의 국경 지역에 있는 유고 인민군 유인초소도 이 날 점령되었다. 부코바르의 인민군 막사 봉쇄에 대응하여 유고 인민군은 봉쇄를 풀기 위해 병력을 파견했다. 다음 날 국가방위군과 경찰은 자그레브 서쪽 포포베츠 인근의 유고 인민군 무기고와 슬라본스키브로드 인근의 또 다른 무기고를 점령했다. 동시에 바라주딘 인근의 유고 인민군 시설에서 전투가 일어났고 비로비티차 북쪽 유고 인민군 국경초소 두 곳이 점령되었다.
9월 16일 크로아티아군은 슬라본스키브로드에 있는 유고 인민군 막사와 또 다른 무기고, 오굴린에 있는 2개 막사를 점령했으며 오슈타리예의 유고 인민군 초소 주변에서 전투가 일어났다. 또한 크로아티아군은 주르노브니차 미사일 기지와 다루바르, 오토차츠, 크리제브치, 비로비티차 인근의 유고 인민군 무기고를 점령했다. 9월 17일에는 크로아티아군이 다루바르, 오굴린, 차코베츠, 크리제브치, 비로비티차, 포제가의 유고 인민군 막사를 점령하고 시베니크-로고즈니차 지역의 유고 인민군 막사 2곳과 바라주딘 지역의 막사를 점령했다. 자그레브 인근 두보키야라크 근처의 유고 인민군 무기고도 점령되었다. 9월 18일에는 바라주딘의 막사 3곳, 로고즈니차 인근의 막사 1곳과 자코보의 막사 2곳 등 고스피치의 남은 유고 인민군 시설이 인근 무기고와 함께 전부 점령되었으며 가레슈니차 인근의 통신 시설과 국경 초소 수십 곳이 크로아티아군에게 항복했다.
9월 19일 국가방위군은 카를로바츠 인근 로고리슈테 막사에서 유고 인민군 주둔군과 교전했고 리예카 인근 플라타크의 통신시설을 점령했으며 바라주딘 인근 유고 인민군 막사와 무기고를 추가로 점령하면서 바라주딘 방면 유고 인민군이 유지한 시설은 인민군 바라주딘 군단사령부 막사 단 하나만 남았다. 9월 20일 유고 인민군이 크로아티아의 국가방위군 상대로 작전을 시작했을 때 당시엔 15개 막사와 11개 무기고를 포함해 크로아티아 내 유고 인민군 시설 60곳 이상이 크로아티아에게 항복하거나 점령되었다. 9월 21일에는 나시체의 유고 인민군 막사가 항복했다. 다음 날에는 유고 인민군 바라주딘 막사가 항복했고 이를 통해 국가방위군은 처음으로 대량의 무기를 노획했다. 봉쇄 극초기 크로아티아는 스플리트에서 여러 곳의 소규모 유고 인민군 초소를 점령했으나 도시 내에 대규모 유고 인민군 시설은 없었다.
9월 중순 자다르에서 3개 막사를 포함한 유고 인민군 시설 7곳이 점령되었다. 점령된 시설 중 가장 중요한 곳은 투르스케쿠체 막사로 이곳에 대량의 소화기와 탄약이 있었다. 유고슬라비아 공군은 점령된 유고 인민군 시설에서 무기를 전용하는 일을 막기 위해 당시 확립된 패턴에 따라 다음 날 공습을 감행했다. 9월 23일 크로아티아 국가방위군이 고스피치와 자다르 사이에 있는 스베티로크에 있는 대규모 유고 인민군 무기고를 공격했으나 실패했다. 한편 빈코브치와 오시예크에 있는, 마지막까지 남았던 크로아티아 봉쇄 하에 있던 유고 인민군 2개 막사는 9월 26일 유고 인민군이 포기했다. 오시예크 주둔군은 포위된 막사에서 탈출하여 도시 남쪽과 동쪽에 있는 유고 인민군에 합류했으며 빈코브치 막사는 크로아티아와 유고 인민군 간 협상 끝에 주둔군 해산 후 풀러났다. 9월 25일 유고 인민군 제1근위기계화사단이 빈코브치에 닿자 협상이 시작되었으며 국가방위군은 압박 끝에 철수를 허가했다. 9월 26일에는 코르출라섬의 유고 인민군 시설이 크로아티아 국가방위군에게 장비를 넘겼다.
9월 29일 크로아티아는 하루만의 전투 끝에 벨로바르 안팎에 있는 2개 막사와 3개 무기고를 점령했고, 4번째 무기고는 지휘관인 유고 인민군 소령 밀란 테피치가 폭파시켰다. 이 자폭으로 테피치와 포위하며 공격하던 부대원 11명이 사망했다. 폭발음은 20 km 떨어진 곳에서도 들렸으며 인근 마을에도 폭발 피해가 발생했다. 같은 날 코프리브니차의 무기고와 비로비티차 인근 국경초소를 크로아티아 국가방위군과 경찰이 점령했다. 다음 날에는 유고 인민군 제73기계화여단이 코프리브니차에서 항복했다.
9월 14일~15일 사이 크로아티아군은 벨라루카 조선소에서 수리중이던 유고슬라비아 해군의 상륙정 DJČ-612함을 노획했다. 크로아티아는 이 상륙정을 그날 밤 체티나강에 띄어 항해했다. 9월 16일에서 22일 사이 크로아티아는 시베니크의 쿨리네 막사와 이 곳에 주둔하던 유고슬라비아 해군 함정 15척을 노획하고 벨리미르 슈코르피크 조선소에서는 정비 중이던 19척의 함정을 추가로 노획했다. 이는 유고슬라비아 해군이 보유한 함정 1/4을 차지했으며 대표적인 함정에는 콘차르급 미사일고속정 블라도 체트코비치(RTOP-402, 나중에 시베니크 (RTOP-21)으로 개명), 오사급 미사일고속정 벨리미르 슈코르피크(RČ-310), 세르센급 어뢰정 파르티잔 II(TČ-222), 미르나급 경비정 비오코보(PČ-171), 체르(PČ-180), 두르미토르(PČ-181)가 있다. 또한 크랄레비차 조선소에서 건조가 거의 다 끝난 선박도 노획되었다. 이 선박은 1992년 크로아티아 미사일고속정 크랄 페타르 크레시미르 (RTOP-11)로 취역했다. 9월에는 시베니크 인근과 숄타섬, 브라치섬, 코르출라섬의 해안포 진지 7곳이 크로아티아에게 점령되었다.

### 10월

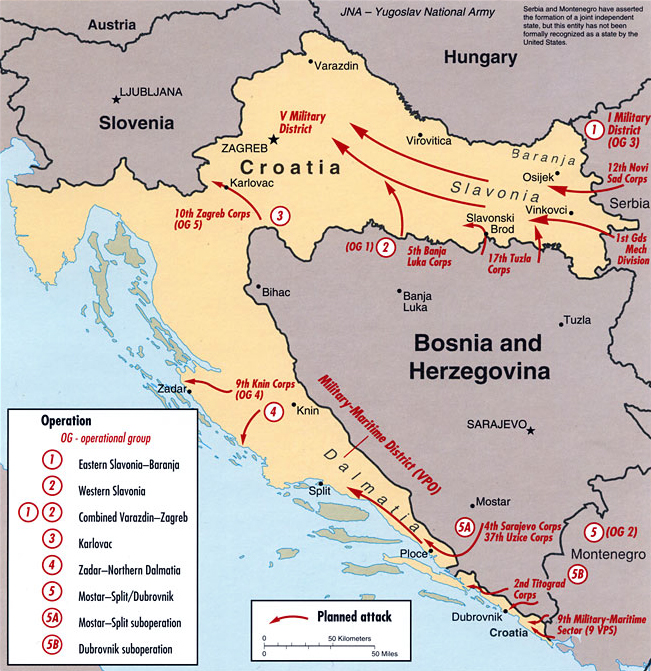
1991년 10월 유고 인민군의 크로아티아 내 공세 작전 지도

10월 3일, 크로아티아가 코프리브니차에 있는 요자 블라호비치 유고 인민군 막사와 도시 인근 통신소와 국경초소를 점령했다. 다음 날엔 신 인근 유고 인민군 막사와 인근 지뢰 보관소가 협상 끝에 인민군이 철수했다. 10월 초에는 자다르 인근 셰푸리네 막사에 있던 2개 유고 인민군 포병연대가 기지 포위망을 뚫고 도시를 공격하는 유고 인민군과 합류했다. 10월 5일까지 자다르는 유고 인민군이 완전히 포위했고 크로아티아는 휴전 협상을 요구했다. 같은 날 휴전이 이루어졌고 10월 7일부터 9일까지 열린 협상으로 자다르의 유고 인민군 포위가 풀리고 남은 인민군 주둔군과 장비는 도시에서 철수했다. 7개 유고 인민군 시설에서의 철수 작전은 10월 11일부터 시작되어 15일간 이루어졌다. 휴전 합의에 따르면 철수한 부대는 크로아티아 영토에서 떠나야 한다고 규정했으며 유고 인민군은 대부분의 경우 이 합의를 존중했으나 자다르 주변 배후지에 있던 무기를 실은 트럭 20여대가 세르브계에게 그대로 넘겨졌다.
10월 7일 반스키드보리 폭격 이후 크로아티아 정부는 예하 지휘관에게 가능하다면 자그레브 지역의 유고 인민군 막사를 포위하고 점령하라고 국가방위군에게 지시했다. 이 지시는 자그레브 자체를 향한 공격으로 이어지진 않았지만 폭격 당일 사모보르의 유고 인민군 막사를 크로아티아군이 점령했다. 이 다음날에는 크로아티아의 독립이 정식으로 선언되었다.
10월 13일 유고 인민군은 오슈타리예에 있는 막사를 대부분 파괴하고 철수했으며 리예카에 있는 인민군 무기고는 뇌우로 인한 화재로 피해를 입었다. 국가방위군은 리에코 무기고에서 일부 무기를 반출하는 동안 소방관들이 몰려와 무기고의 불을 진화했다. 다음 날 유고 인민군은 망가진 무기고에서 남은 무기를 다른 지역으로 옮기기 시작했다. 18대의 트럭 호송대가 리예카 시내를 통과했는데 이 중 무기를 실은 15대의 차량이 우회하던 중 크로아티아 국가방위군에게 노획되었다. 동시에 자그레브에 있는 보론가이 막사의 유고 인민군 인원은 도시를 장악하기 위한 전투가 진행중이던 부코바르에 인도적 지원을 수송하는 호송대의 자유로운 통과를 대가로 안전한 철수를 허가받았다.

### 11월
거의 또는 전혀 활동이 없었던 포위 기간 이후 카를로바츠 지역 로고리슈테 막사의 유고 인민군은 11월 4일부터 6일까지 지속된 로고리슈테 전투를 통해 포위망을 돌파하고 도시 동쪽에 있는 유고 인민군 확보 영토로 이동했다. 막사를 포위한 크로아티아군의 수가 더 많았지만 유고슬라비아 인민군이 장갑과 포에서 우위를 차지했다. 유고 인민군이 막사를 버린 이후에도 그 안에는 11월 13일까지 크로아티아군으로부터 빼앗았던 무기들이 안에 있었다. 크로아티아 국가방위군은 11월 초 크로아티아 육군(HV)로 개명했다. 로고리슈테 막사에서 전투가 지속되는 동안 카를로바츠 지역의 야마돌 막사와 무기고는 11월 4일 크로아티아군이 점령했다. 다음 날 크로아티아 육군은 델니체의 유고 인민군 막사와 여러 무기고를 장악했다. 이 공격은 비축량이 부족한 크로아티아 육군의 탄약을 채우기 위해 이루어졌다.
11월 8일 크로아티아측 대표인 다보린 루돌프와 유고 인민군 제13(리예카) 군단 사령관인 중장 마리얀 차드이 협상을 통해 인민군은 인력과 장비를 크로아티아에서 철수하기로 합의했다. 유럽 공동체 감시 임무(ECMM)이 감독하고 지원한 이 협상은 이후 크로아티아 내 다른 유사한 합의의 기본 바탕이 되었다. 차드는 유고 인민군 참모총장인 상장 블라고예 아지치로부터 리예카 내 인민군 시설을 파괴하고 도시 안팤의 산업시설과 기반시설을 공격하라는 명령을 받았으나 이후 유고슬라비아 제5군구의 지원 하에 자신의 주도로 평화 협상을 체결했다. 이 합의는 11월 9일 크로아티아 육군이 장악한 드라가 막사와 그 장비에 대해서는 일절 언급하지 않았다. 유고 인민군 (리예카)제13군단은 11월 18일 몬테네그로의 항구를 향해 해상으로 철수했다.
협상 후 유고 인민군은 11월 13일 야스트레바르스코 막사에서 철수했다. 주둔군은 ECMM의 호위 아래 보스니아 헤르체고비나로 철수했다. 다음 날에는 드르니시 인근 지트니치 마을에서 시베니크 내에 있는 유고 인민군 철수에 대한 합의가 이루어졌다. 하지만 유고슬라비아 해군은 11월 15일 순찰정 무코스(PČ-176) 손실에 대응해  스플리트, 숄타, 브라치를 포격했으며 이후 발생한 달마티아 해협 해전으로 지트니치 협정이 완전히 무너졌다.
11월 21일 지트니치에서 시베니크-스플리트 지역에서 유고 인민군과 유고슬라비아 해군을 철수하고 대신 이곳에 보관된 몰수된 무기를 반납한다는 새로운 합의가 루돌프와 유고 인민군 해군사령관인 소장 니콜라 믈라데니치 사이에 맺어졌다. 이틀 후 믈라데니치와 크로아티아의 제독 스베토 레티차가 스플리트에서 같은 내용의 협정에 또 서명했으며 이 때 철수 기한은 30일 내로 잡았다. 또한 이 협정에서 달마티아 북부 지역의 휴전과 유고슬라비아 해군의 크로아티아 해안 지역 봉쇄 해제에 대해서도 합의했다. 이 협정에는 비스섬과 라스토보섬에 있는 유고슬라비아 해군 기지 철수에 대해서는 언급하지 않았다. 하지만 이 과정에서도 계속 긴장이 있었고 유고 인민군은 크닌에서 시베니크와 스플리트로 돌파해 이곳에서 군 포위망을 푼다는 비상작전을 세웠다. 이 작전의 암호명은 해안-91 작전(Operacija Obala-91)과 허리케인-91 작전(Operacija Orkan-91)으로 붙어졌다.
크로아티아에 대한 국제적인 압력 속에서 자그레브에 있는 유고 인민군에 대한 포위전을 종식시키기 위해 크로아티아 정부와 인민군은 11월 22일 크로아티아 내 남아 있던 모든 유고 인민군을 철수시킨다는 협정을 맺었다. 이 협정은 자그레브에서 크로아티아 육군 측 대표 이므라 아고티치와 유고 인민군 중장 안드리야 라셰타이 ECMM 요원들이 입회한 가운데 서명했다. 이 협정은 다음 날 스위스 제네바에서 투지만, 밀로셰비치, 유고슬라비아의 국방장관 벨코 카디예비치가 제네바 협정에 서명하면서 확정되었다.

## 여파
크로아티아 국가방위군은 고립된 유고 인민군 시설과 무기고, 여러 주요 초소를 빠르게 점령했고 유고 인민군 제32(바라주딘)군단의 모든 무기와 이전에 크로아티아 국토방위군으로부터 압수한 거의 모든 무기를 포함해 대량의 무기도 확보했다. 유고 인민군은 1개 기갑여단, 2개 기계화여단, 3개 포병연대를 포함한 8개 여단의 통제권이 붕괴되었으며 유고 인민군 제5군구와 해상지구의 여러 병력도 봉쇄로 갇혀있었다. 막사 전투의 중요성은 9월 25일 유엔이 무기 금수 조치를 시행하면서 더욱 커졌다. 막사 전투를 통해 기존 부대는 완전 무장하고 40~42개 여단을 추가로 증원하며 연말까지 병력 20만명과 4만명의 경찰을 배치하는 등 국가방위군과 크로아티아 육군의 역량이 크게 강화되었다. 전투에서 크로아티아 육군은 전차 250대, 중포 400~500문, 소화기 18만정, 탄약 200만톤을 노획했다. 또한 장교 3천명이 유고 인민군을 떠나 크로아티아 육군에 합류했다.
양 측의 참여 병력 수나 사상자수에 대한 정보는 없지만 당시 크로아티아 내 유고 인민군 주둔지엔 상당히 인력이 부족했다. 1980년대 제정된 유고 인민군 전투 서열에서는 크로아티아 내 전투준비태세를 갖춘 부대는 소수만 지정했다. 그 부대는 자그레브의 제140기계화여단, 자그레브 인근 두고셀로의 제31기갑여단, 오시예크의 제12 프롤레타리아 기계화여단, 시베니크의 제11해병보병여단, 풀라의 제139해병보병여단이다. 1990년에는 60~100% 충원 병력 수준을 요구하는 A급 분류 부대는 야스트레바르스코의 제4기갑여단, 페트리냐의 제622차량화여단 대대, 리예카의 제13 프롤레타리아 차량화여단, 벨로바르와 코프리브니차의 제265기계화여단이 지정되었다. 크닌의 제221차량화여단도 A급 기갑 및 기계화 대대로 강화되었다. 또한 제622기계화여단에 기갑대대가, 빈코브치와 부코바르의 유고 인민군 주둔군이 1991년 5월에 각각 기계화 대대가 증원되었다. 마찬가지로 크로아티아군은 봉쇄를 유지하는 일과 다른 곳에서 유고 인민군과 세르브계 민병대에 대항하는 진지 구축 사이에 갈등이 있었다. 항복한 유고 인민군은 세르비아로 이송되거나 다른 전쟁포로와 교환되거나, 혹은 민간인이 되어 민간 복장으로 갈아입고 송환되었다.
1991년부터 몇 년 후, 슈페겔은 특히 1991년 6~7월 사이 슬로베니아에서 열흘간 벌어진 전쟁에서 9월 이전 유고 인민군 막사를 공격하라는 자신의 조언을 무시한 투지만 대통령의 결정을 비판했다. 슈페겔은 크로아티아의 전략적 상황이 악화되기 전에 조기에 공격하는 것이 크로아티아의 방어에 가장 도움이 되었을 것이라 주장했다. 또한 슈페겔은 필요한 병력을 동원하는 데 두 달이 필요하며 유고 인민군을 향한 결정적인 승리를 위한 모든 조건이 충족되었던 터라 유고 인민군은 제대로 된 무력 반격을 할 수 없었을 것이라고 주장했다. 투스 장군은 투지만이 유고 인민군과의 교전에 대한 국제 사회의 압력으로 계속 투지만이 막사 봉쇄 조치를 연기했다고 주장했다. 당시 크로아티아 거국정부의 부총리이자 나중에 야당 지도자가 되는 즈드라브코 토마츠는 슈페겔의 생각이 군사적으로 더 맞긴 하지만 정치적으로는 투지만의 입장이 더 나았다고 말했다. 반대로 카디예비치는 1991년 여름이 넘어가면서 유고 인민군의 능력이 떨어졌기 때문에 크로아티아군이 더 일찍 맞섰다면 유고 인민군이 더 잘 대처했을 것이라고 말했다.

### 밴스 계획
유고 인민군의 전역이 교착 상태로 끝나자 각 교전당사국은 국제사회가 감독하는 휴전을 받아들이게 되어 유엔 사무총장 특사인 사이러스 밴스가 만들고 미국 외교관 허퍼트 S. 오쿤, 유엔 특별정치담당 사무차장인 마라크 굴딩의 도움을 받아 유고슬라비아 사회주의 연방공화국 내 크로아티아에서의 적대 행위를 종식하기 위한 평화안인 밴스 계획이 세워졌다. 밴스 계획은 휴전, 유엔 보호군의 유엔 보호구역으로 지정된 특정 지역의 민간인 보호, 크로아티아 내 유엔 평화유지군 배치 등이 담겼다. 또한 밴스 계획에서 크로아티아군의 유고 인민군 막사 봉쇄 종료, 크로아티아 내 모든 유고 인민군 병력과 장비 철수, 휴전 이행 및 인도주의적 지원 전달 촉구 등도 같이 담겼다. 또한 협정 서명국은 11월 27일 유엔 안전 보장 이사회 결의 제721호를 통해 시작된 크로아티아 내 유엔 평화 유지 임무단을 배치하는 데 동의했다. 하지만 군 조직 문제와 마지막 정전 협정 위반 문제로 유엔 평화유지군은 1992년 3월 8일에서야 처음으로 배치되기 시작했다.

### 유고슬라비아 인민군의 철수
유고 인민군은 제네바 협정 체결 후에도 계속 철수했다. 리예카 지역에 남은 나머지 7개 유고 인민군 시설은 11월에 철수했고, 마지막으로 12월 10일 트르사트의 막사가 철수했다. 시베니크의 유고 인민군은 11월 25일부터 12월 24일까지 2개 막사와 4개 무기고에서 철수했으며 크로아티아 국토방위군으로부터 압수한 무기는 12월 10일 크로아티아 육군에게 넘겼으나 이 무기는 지트니치 협정에 따라 12월 25일까지 ECMM의 감독 하에 밀폐된 무기고에 보관되었다. 철수 대부분은 크닌을 경유하는 철도로 이어졌으며 일부 병력은 해상을 통해 몬테네그로로 이동했다. 철수 협정은 자다르 철수와 마찬가지로 크로아티아 영토 밖으로 철수 부대를 전부 빼야 했지만 유고 인민군은 철수 시 일부만 이 협정을 부분적으로만 만족했다. 트로기르 인근의 디불레 유고 인민군 막사는 루돌프와 믈라데니치가 국토방위군 무기를 크로아티아 육군에게 넘기고 스플리트에 있는 로라 해군기지 철수에 합의한다는 추가 협정을 맺은 12월 4일부터 해상으로 철수하기 시작했다.
스플리트의 유고 인민군 시설에서 국토방위군의 무기 중 일부가 누락된 것으로 밝혀지자 철수가 중단되었다. 이 문제는 12월 18일 라셰타와 아고티치 간 합의를 통해 유고 인민군의 자체 재고에서 누락된 무기를 크로아티아 육군에 제공하기로 규정하면서 철수가 재개되었다. 스플리트에 있는 무기만으로는 이 기준을 만족하기에 충분한 무기가 없었기 때문에 1992년 1월 1일 유고 인민군은 몬테네그로 쿰보르에서 250 롱 톤(280 숏 톤)의 무기와 탄약을 스플리트로 함선을 통해 운송했다. 마지막 유고 인민군은 1992년 1월 4일 스플리트에서 철수했다.
유고 인민군은 크로아티아 다른 지역에서도 철수하기 시작했다. 11월 30일에는 자그레브의 마르샬티토와 케레스티네츠 막사는 11월 30일부터 유고 인민군이 철수하기 시작했으며 1991년 말 철수를 완료했다. 이스트라반도에서는 12월 15일 유고 인민군과 유고슬라비아 해군이 철수하기 시작하면서 크로아티아 국토방위군의 무기를 크로아티아 육군에게 넘겼다. 유고 인민군이 철수한 78개 시설에서 넘겨받은 국토방위군의 무기는 2개 전투여단을 무장시키기에 충분했다. 그럼에도 1991년 12월에서 카를로바츠의 메쿠슈예 막사에 대한 크로아티아 육군의 실패한 작은 공격과 같이 여전히 크로아티아군 봉쇄 하에 있던 유고 인민군 시설 주변에서 계속 작은 충돌이 이어졌다. 제네바 협정에서 유고 인민군 인력과 장비의 즉각적인 철수를 명시했음에도 유고 인민군은 최장 8개월간 크로아티아 내에 남았다. 유고 인민군이 전부 크로아티아에서 철수했을 당시에는 12월 19일 유고 인민군이 장악한 크로아티아 영역 내 수립된 자칭 국가인 세르비아 크라이나 공화국에 유고 인민군이 장비를 전부 넘겼다. 비스섬과 라스토보섬의 유고 인민군과 유고슬라비아 해군은 1992년 6월 초까지 기지를 계속 유지하다 일방적으로 철수했다. 유고 인민군은 7월까지 두브로브니크 인근 기지를 계속 장악했고 해군의 도시 봉쇄는 1992년 5월 26일까지 이어졌다.

## 전쟁 범죄 혐의
크로아티아 정부는 벨로바르 막사 항복 당시 유고 인민군 포로 5명의 사망 사건과 민간인에 대한 총격 사건 혐의로 벨로바르 경찰작전국 부국장과 특수경찰 3명을 기소했다. 크로아티아 대법원에서 두 차례 재심을 거친 후 12년간의 법적 절차 끝에 이들은 전부 무죄 판결을 받았다. 벨로바르 위기센터장도 2012년 전쟁 범죄 혐의로 체포되었으나 몇 달 구금된 후 정식 재판 없이 풀러났다. 크로아티아는 봉쇄된 주둔지에서 보직을 맡았던 수많은 유고 인민군 장교도 기소했다. 오시예크에서는 유고 인민군 장교 13명이 307명이 사망하고 171명이 중상을 입은 민간인에 대한 전쟁 범죄 혐의로 기소되었으나 이 중 체포된 사람은 없다.
유고 인민군 제32(바라주딘)군단 군단장인 장군 블라디미르 트리푸노비치에서도 전쟁 범죄 혐의가 제기되었다. 트리푸노비치는 크로아티아에서 6명이 사망하고 37명이 부상을 입은 민간인을 향한 전쟁 범죄 혐의로 기소되었다. 궐석재판 끝에 1991년 유죄가 인정되어 트리푸노비치는 징역 15년형을 선고받았다. 3년 후인 1994년 트리푸노비치는 유고슬라비아에서도 휘하 인민군 병력 전체를 국가방위군에게 항복한 반역죄로 기소되었다. 유고슬라비아 내 재판에서는 11년형의 징역형을 선고받았다. 1996년 초 트리푸노비치는 사면되어 석방되었고 유고슬라비아 정부는 2년 가까이 감옥에 보낸 것에 대한 보상금 62,000 유로를 줬다. 2013년에는 크로아티아에서도 트리푸노비치가 공식적으로 재판을 요구했다. 2017년 1월 트리푸노비치는 베오그라드에서 사망했다.

## 참고 문헌
서적
- Ahrens, Geert-Hinrich (2007). 《Diplomacy on the Edge: Containment of Ethnic Conflict and the Minorities Working Group of the Conferences on Yugoslavia》. Washington, D.C.: Woodrow Wilson Center Press. ISBN 978-0-8018-8557-0.
- Armatta, Judith (2010). 《Twilight of Impunity: The War Crimes Trial of Slobodan Milosevic》. Durham, North Carolina: Duke University Press. ISBN 978-0-8223-4746-0.
- Bethlehem, Daniel; Weller, Marc, 편집. (1997). 《The 'Yugoslav' Crisis in International Law: General issues. Part 1》. Cambridge, England: Cambridge University Press. ISBN 978-0-521-46304-1.
- Central Intelligence Agency, Office of Russian and European Analysis (2002). 《Balkan Battlegrounds: A Military History of the Yugoslav Conflict, 1990–1995》. Washington, D.C.: Central Intelligence Agency. ISBN 9780160664724. OCLC 50396958.
- 《Eastern Europe and the Commonwealth of Independent States》. London, England: Routledge. 1999. ISBN 978-1-85743-058-5.
- Hoare, Marko Attila (2010). 〈The War of Yugoslav Succession〉.   Ramet, Sabrina P. 《Central and Southeast European Politics Since 1989》. Cambridge, England: Cambridge University Press. 111–136쪽. ISBN 978-1-139-48750-4.
- Kadijević, Veljko (1993). 《Moje viđenje raspada: vojska bez države》 [My view of disintegration: An army without a state] (세르비아어). Belgrade, Yugoslavia: Politika. ISBN 978-86-7607-047-3.
- Oberschall, Anthony (2007). 《Conflict and Peace Building in Divided Societies: Responses to Ethnic Violence》. London, England: Taylor & Francis. ISBN 978-0-203-94485-1.
- Ramet, Sabrina P. (2002). 《Balkan babel: the disintegration of Yugoslavia from the death of Tito to the fall of Milošević》. Boulder, Colorado: Westview Press. ISBN 978-0-8133-3987-0.
- Ramet, Sabrina P. (2005). 《Thinking about Yugoslavia: Scholarly Debates about the Yugoslav Breakup and the Wars in Bosnia and Kosovo》. Cambridge, England: Cambridge University Press. ISBN 978-0-521-61690-4.
- Ramet, Sabrina P. (2006). 《The Three Yugoslavias: State-Building And Legitimation, 1918–2006》. Bloomington, Indiana: Indiana University Press. ISBN 978-0-253-34656-8.
- Thomas, Nigel; Mikulan, Krunislav (2006). 《The Yugoslav Wars (1): Slovenia & Croatia 1991–95》. Oxford, England: Osprey Publishing. ISBN 978-1-84176-963-9.
- Trbovich, Ana S. (2008). 《A Legal Geography of Yugoslavia's Disintegration》. Oxford, England: Oxford University Press. ISBN 978-0-19-533343-5.

저널 논문
- Brigović, Ivan (October 2011). “Odlazak Jugoslavenske narodne armije s područja Zadra, Šibenika i Splita krajem 1991. i početkom 1992. godine” [Departure of the Yugoslav People's Army from the area of Zadar, Šibenik and Split in late 1991 and early 1992]. 《Journal of Contemporary History》 (크로아티아어) (Croatian Institute of History) 43 (2): 415–452. ISSN 0590-9597.
- Jelavić, Ante (October 2010). “Međunarodni oružani sukobi na moru” [International armed conflicts at sea]. 《Naše more, Journal of marine science and technology》 (크로아티아어) (University of Dubrovnik) 57 (3–4): 170–178. ISSN 0469-6255.
- Hrastović, Ivica (December 2006). “Zauzimanje vojarni JNA u Varaždinu i predaja 32. varaždinskog korpusa JNA” [Capture of the JNA barracks in Varaždin and surrender of the 32nd Varaždin Corps of the JNA]. 《Polemos: Journal of Interdisciplinary Research on War and Peace》 (크로아티아어) (Croatian Sociological Association and Jesenski & Turk Publishing House) 9 (18): 119–135. ISSN 1331-5595.
- Karaula, Željko (June 2007). “Osvajanje vojarne JNA "Božidar Adžija" u Bjelovaru 1991. godine” [Capture of "Božidar Adžija" JNA barracks in Bjelovar in 1991]. 《Journal of Contemporary History》 (크로아티아어) (Croatian Institute of History) 39 (1): 7–24. ISSN 0590-9597.
- Lisičak, Adrijan (June 2010). “Oslobađanje vojnih skladišta JNA u Sesvetama 1991.” [Liberation of Yugoslav People's Army depots in Sesvete, 1991]. 《Polemos: Journal of Interdisciplinary Research on War and Peace》 (크로아티아어) (Croatian Sociological Association and Jesenski & Turk Publishing House) 13 (25): 77–92. ISSN 1331-5595.
- Marijan, Davor (October 2002). “Bitka za Vukovar 1991.” [Battle of Vukovar, 1991]. 《Scrinia Slavonica》 (크로아티아어) (Croatian Historical Institute – Department of History of Slavonia, Srijem and Baranja) 2 (1): 367–402. ISSN 1332-4853.
- Marijan, Davor (December 2003). “"Jedinstvo" – Posljednji ustroj JNA” ["Unity" – The last order of battle of the JNA]. 《Polemos: Journal of Interdisciplinary Research on War and Peace》 (크로아티아어) (Croatian Sociological Association and Jesenski & Turk Publishing House) 6 (11–12): 11–47. ISSN 1331-5595.
- Marijan, Davor (December 2005). “Agression [sic] of The Yugoslav People's Army on the Republic of Croatia 1990–1992”. 《Review of Croatian History》 (Croatian Institute of History) 1 (1): 295–318. ISSN 1845-4380.
- Marijan, Davor (December 2006). “Djelovanje JNA i pobunjenih Srba u Lici 1990. – 1992. godine” [Activities of the JNA and rebel Serbs in Lika in 1990–1992]. 《The Review of Senj》 (크로아티아어) (City Museum Senj – Senj Museum Society) 33 (1): 217–241. ISSN 0582-673X.
- Marijan, Davor (October 2011). “"Slučaj" Logorište” [Logorište Case]. 《Journal of Contemporary History》 (크로아티아어) (Croatian Institute of History) 43 (2): 453–480. ISSN 0590-9597.
- Marijan, Davor (May 2012). “The Sarajevo Ceasefire – Realism or strategic error by the Croatian leadership?”. 《Review of Croatian History》 (Croatian Institute of History) 7 (1): 103–123. ISSN 1845-4380.
- Miškulin, Ivica (September 2005). “Iz života 122. brigade Hrvatske vojske 1991.-1993.” [From the life of the 122nd Brigade of the Croatian Army 1991–1993]. 《Scrinia Slavonica》 (크로아티아어) (Croatian Historical Institute – Department of History of Slavonia, Srijem and Baranja) 5 (1): 338–365. ISSN 1332-4853.
- Sadkovich, James J. (June 2008). “Franjo Tuđman i problem stvaranja hrvatske države” [Franjo Tuđman and the problem of creating a Croatian State]. 《Journal of Contemporary History》 (크로아티아어) (Croatian Institute of History) 40 (1): 177–194. ISSN 0590-9597.
- Škvorc, Đuro (February 2010). “Zapadna Slavonija uoči i u Domovinskom ratu do studenoga 1991. godine” [Western Slavonia on the eve of and in the Croatian War of Independence, till November 1991]. 《Cris: Journal of the Historical Society of Križevci》 (크로아티아어) (The Historical Society of Križevci) 11 (1): 116–126. ISSN 1332-2567.

뉴스 르포
- Bellamy, Christopher (1992년 10월 10일). “Croatia built 'web of contacts' to evade weapons embargo”. 《The Independent》. 2012년 11월 10일에 원본 문서에서 보존된 문서.
- Bognar, Karolina; Kovačević, Marija; Vanić, Dunja; Ravlić, Marija; Vukas, Irena; Kovačević, Marin (2011년 9월 16일). “Mala, ali značajna bitka” [Small, but significant battle]. 《Posavska Hrvatska》 (크로아티아어). 2013년 12월 2일에 원본 문서에서 보존된 문서.
- Dimitrič, Milovan; Moravček, Goran (1991년 10월 14일). “Težavna pot konvoja s pomočjo v Vukovar” [Hard road ahead of the relief convoy for Vukovar] (PDF). 《Delo》 (슬로베니아어). 2013년 12월 2일에 원본 문서 (PDF)에서 보존된 문서.
- Engelberg, Stephen (1991년 3월 3일). “Belgrade Sends Troops to Croatia Town”. 《The New York Times》. 2013년 10월 2일에 원본 문서에서 보존된 문서.
- Flego, Miroslav (2011년 5월 10일). “General Vlado Trifunović će pravdu potražiti i u Hrvatskoj” [General Vlado Trifunović will seek justice in Croatia too]. 《Večernji list》 (크로아티아어). 2013년 12월 6일에 원본 문서에서 보존된 문서.
- Galić, Cristian Bruno (2012년 12월 15일). “Prije točno 21 godine Pulu napustila jugo-vojska” [Yugo-army left Pula 21 years ago to the day]. 《Glas Istre》 (크로아티아어). 2013년 12월 2일에 원본 문서에서 보존된 문서.
- Jurica Turk, Varina (2011년 11월 23일). “Igra na "Male Bare" II” [Male Bare games II]. 《Dubrovački list》. 2013년 10월 8일에 원본 문서에서 보존된 문서.
- Kirlan, Zvonimir (2007년 2월 18일). “Gregurić Miloviću: JNA neće tenkove upotrijebiti protiv vlastitoga naroda” [Gregurić to Milović: JNA will not use tanks against its own people]. 《Slobodna Dalmacija》 (크로아티아어). 2009년 7월 22일에 원본 문서에서 보존된 문서.
- Klarica, Siniša (2011년 9월 23일). “Zauzimanjem vojarni spriječen pakleni plan JNA da u Zadar uđu tenkovskim snagama” [Capture of the barracks foiled JNA's deadly plan to enter Zadar with tanks]. 《Zadarski list》 (크로아티아어). 2013년 8월 25일에 원본 문서에서 보존된 문서.
- Lepan, Suzana (2008년 11월 17일). “Osječku katedralu gađali za gajbu piva” [Osijek cathedral shot at for a case of beer]. 《Jutarnji list》 (크로아티아어). 2013년 12월 2일에 원본 문서에서 보존된 문서. 2013년 5월 23일에 확인함.
- Marinković, Ernest (2010년 5월 14일). “Čovjek čiji je neposluh spasio Rijeku” [Man whose disobedience saved Rijeka] (크로아티아어). Novosti. 2012년 9월 27일에 원본 문서에서 보존된 문서.
- Marčinković, Darko (2010년 11월 15일). “Jure Šimić, osumnjičen za ratni zločin, branit će se sa slobode” [Jure Šimić, suspected of a war crime, will stand trial on bail]. 《Večernji list》 (크로아티아어). 2013년 12월 6일에 원본 문서에서 보존된 문서.
- Milekic, Sven (2017년 1월 17일). “Yugoslav General Who Staged Croatia Retreat Dies”. 《Balkan Insight》. 2021년 4월 27일에 원본 문서에서 보존된 문서.
- Marković, Marko (2000년 9월 15일). “Orešković i Norac zaslužni što Gospić danas nije Teslingrad!” [Orešković and Norac take credit that Gospić is not called Teslingrad today]. 《Slobodna Dalmacija》 (크로아티아어). 2010년 9월 25일에 원본 문서에서 보존된 문서.
- Ogurlić, Dragan (2006년 10월 14일). “Osvajanje vojarni u Rijeci” [Conquest of barracks in Rijeka]. 《Novi list》 (크로아티아어). 2013년 12월 2일에 원본 문서 (PDF)에서 보존된 문서.
- Pašalić, Davor (2003년 10월 21일). “Htjeli su da poginem da dokažu da su Hrvati genocidni” [They wanted me to get killed to prove that Croats are genocidal]. 《Nacional》 (크로아티아어). 2012년 7월 17일에 원본 문서에서 보존된 문서.
- Paštar, Toni (2010년 8월 25일). “Vijenci, svijeće i molitve u Sinju i Vrlici za poginule branitelje” [Wreaths, candles and prayers for dead in Sinj and Vrlika]. 《Slobodna Dalmacija》 (크로아티아어). 2012년 10월 19일에 원본 문서에서 보존된 문서.
- Paštar, Toni (2012년 1월 16일). “Snažno uporište JNA” [Strong JNA base]. 《Slobodna Dalmacija》 (크로아티아어). 2012년 3월 6일에 원본 문서에서 보존된 문서.
- Perica, Silvana. “20 godina od priznanja – otkrivamo nepoznate detalje novije povijesti” [20 years since recognition – we reveal unknown details of the recent history]. 《Večernji list》 (크로아티아어). 2013년 12월 6일에 원본 문서에서 보존된 문서.
- Prša, Dražen (2012년 9월 17일). “Na današnji dan osvojena vojarna u Otočcu” [Anniversary of Otočac barracks capture] (크로아티아어). Lika online daily e-newspaper. 2012년 10월 17일에 원본 문서에서 보존된 문서.
- “Današnji 13. studeni, dan je grada Jastrebarskog!” [Today, 13 November, is the day of the city of Jastrebarsko!] (크로아티아어). Radio Jaska. 2010년 11월 13일. 2013년 12월 2일에 원본 문서에서 보존된 문서.
- “Obilježen Dan pobjede nad JNA u Našicama” [Victory day over the JNA marked in Našice] (크로아티아어). Radio Našice. 2008년 9월 22일. 2013년 12월 2일에 원본 문서에서 보존된 문서.
- Raić Knežević, Ana (2012년 7월 6일). “Skupa pravda: Sud mora platiti milijun kuna za 12 godina dug proces” [Expensive justice: The court ordered to pay a million Kuna for 12-years-long trial]. 《Novi list》 (크로아티아어). 2012년 8월 22일에 원본 문서에서 보존된 문서.
- Skočibušić, Kristijan (2013년 4월 9일). “General bivše JNA Vladimir Trifunović traži novo suđenje” [Former JNA General Vladimir Trifunović seeks new trial]. 《Večernji list》 (크로아티아어). 2013년 12월 2일에 원본 문서에서 보존된 문서.
- Sudetic, Chuck (1991년 4월 2일). “Rebel Serbs Complicate Rift on Yugoslav Unity”. 《The New York Times》. 2013년 10월 2일에 원본 문서에서 보존된 문서.
- Šunjić, Ante (2010년 9월 14일). “Dan kada je osvojena prva vojarna u Hrvatskoj” [The day when the first barracks in Croatia were captured]. 《Slobodna Dalmacija》 (크로아티아어). 2013년 12월 2일에 원본 문서에서 보존된 문서.
- “Roads Sealed as Yugoslav Unrest Mounts”. 《The New York Times》. Reuters. 1990년 8월 19일. 2013년 9월 21일에 원본 문서에서 보존된 문서.
- “Serbian Troops Pull Out of Croatian Barracks”. 《The New York Times》. 1991년 11월 30일. 2013년 12월 2일에 원본 문서에서 보존된 문서.
- Žabec, Krešimir (2011년 5월 28일). “Tus, Stipetić, Špegelj i Agotić: Dan prije opsade Vukovara Tuđman je Imri Agotiću rekao: Rata neće biti!” [Tus, Stipetić, Špegelj and Agotić: A day ahead of the siege of Vukovar, Tuđman said to Imra Agotić: There will be no war!]. 《Jutarnji list》 (크로아티아어). 2012년 4월 21일에 원본 문서에서 보존된 문서.

국제 기구, 정부, NGO 출처
- “17. rujna – oslobođenje vojarne "Polom" i Dan branitelja Daruvara” [17 September – liberation of "Polom" barracks and the day of the defenders of Daruvar] (크로아티아어). City of Daruvar. 2013년 9월 5일에 원본 문서에서 보존된 문서. 2013년 5월 23일에 확인함.
- “Gorski kotar upisan je zlatnim slovima” [Gorski kotar inscribed in gold] (크로아티아어). City of Delnice. 2011년 11월 6일. 2013년 12월 2일에 원본 문서에서 보존된 문서.
- 〈Wartime history of the factory〉. 《Unstoppable on all terrains》 (PDF). Đuro Đaković. 13쪽. 2013년 12월 2일에 원본 문서 (PDF)에서 보존된 문서.
- “Narodna zaštita i dobrovoljački odredi” [National guard and volunteer detachments] (크로아티아어). City of Ogulin. 2011년 8월 13일에 원본 문서에서 보존된 문서. 2013년 5월 23일에 확인함.
- “Branitelji grada Siska proslavili svoj dan” [Defenders of the city of Sisak celebrate their day] (크로아티아어). City of Sisak. 2012년 9월 3일. 2013년 12월 2일에 원본 문서에서 보존된 문서.
- Nazor, Ante (October 2010). “Dokumenti o napadnim operacijama JNA i pobunjenih Srba u Dalmaciji 1991. (III. dio)” [Documents on offensive operations of the JNA and the rebel Serbs in Dalmatia 1991 (part 3)] (크로아티아어). Hrvatski vojnik. 2013년 11월 30일에 원본 문서에서 보존된 문서. 2013년 5월 23일에 확인함.
- Reljanović, Marijo (November 2001). “Hrvatska ratna mornarica u obrani Jadrana” [Croatian Navy in defence of the Adriatic] (크로아티아어). Hrvatski vojnik. 2013년 10월 2일에 원본 문서에서 보존된 문서.
- “The Prosecutor vs. Milan Martic – Judgement” (PDF). International Criminal Tribunal for the former Yugoslavia. 2007년 6월 12일.
- Vlahović, Domagoj (September 2011). “20. obljetnica pukovnije veze” [20th anniversary of the signals regiment] (크로아티아어). Hrvatski vojnik. 2013년 12월 2일에 원본 문서에서 보존된 문서.